# Modern Times (Band)
Modern Times war ein Pop-Duo aus Luxemburg, bestehend aus Simone Weis (Gesang) und Jimmy Martin (Gesang, Gitarre). Sie vertraten Luxemburg beim Eurovision Song Contest 1993 in Millstreet. Ihr Popsong Donne-moi une chance (dt.: Gib mir eine Chance) landete dabei auf Platz 20.